# Sarrant
Sarrant (en francès Sarrant) és un municipi francès situat al departament del Gers i a la regió d'Occitània. Limita amb Maubèc (Tarn i Garona), Solomiac, La Briha, Sent Jòrdi, Senta Anna (Gers), i Brinhamont (Alta Garona).

## Demografia
| 1962                                       | 1968 | 1975 | 1982 | 1990 | 1999 | 2006 |
| ------------------------------------------ | ---- | ---- | ---- | ---- | ---- | ---- |
| 440                                        | 357  | 319  | 312  | 319  | 338  | 340  |
| Des de 1962: població sense dobles comptes |      |      |      |      |      |      |

## Administració
| Període   | Identitat           | Partit |
| --------- | ------------------- | ------ |
| 2001-2008 | Anne Salat          |        |
| 2008-     | Lucien Calestroupat |        |

## Galeria d'imatges

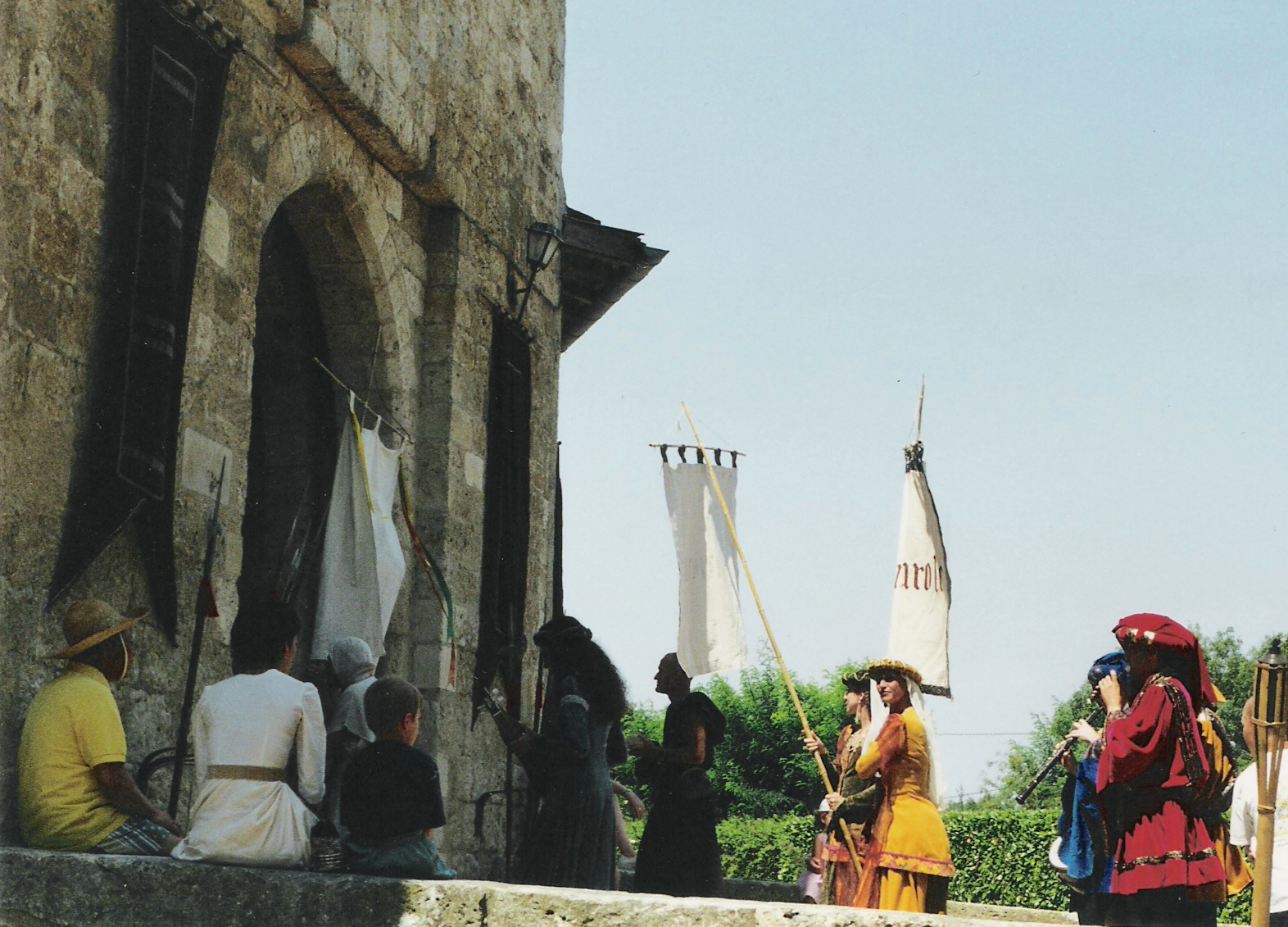
Desfilada a l'entrada de la vila
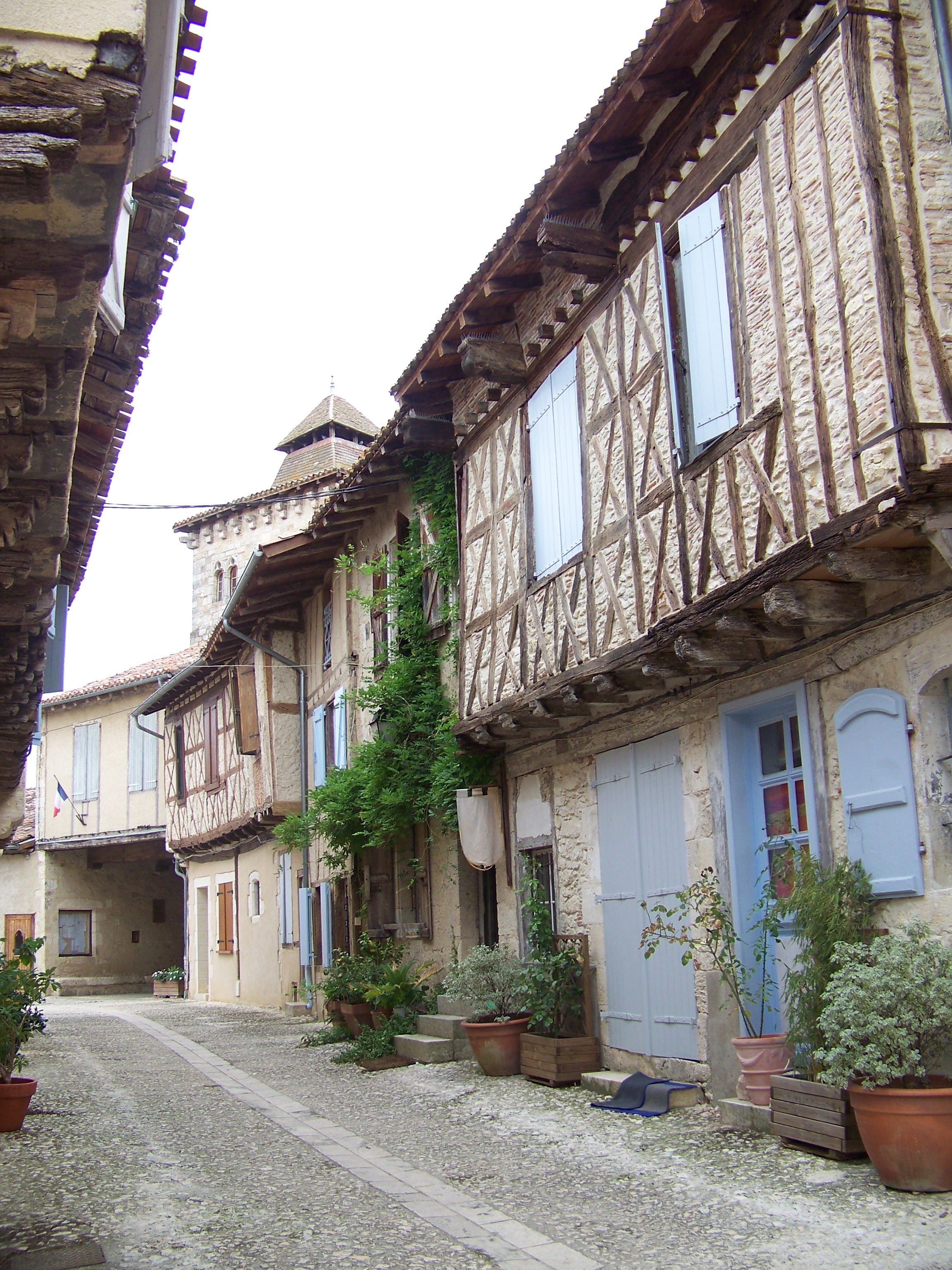
Cases antigues
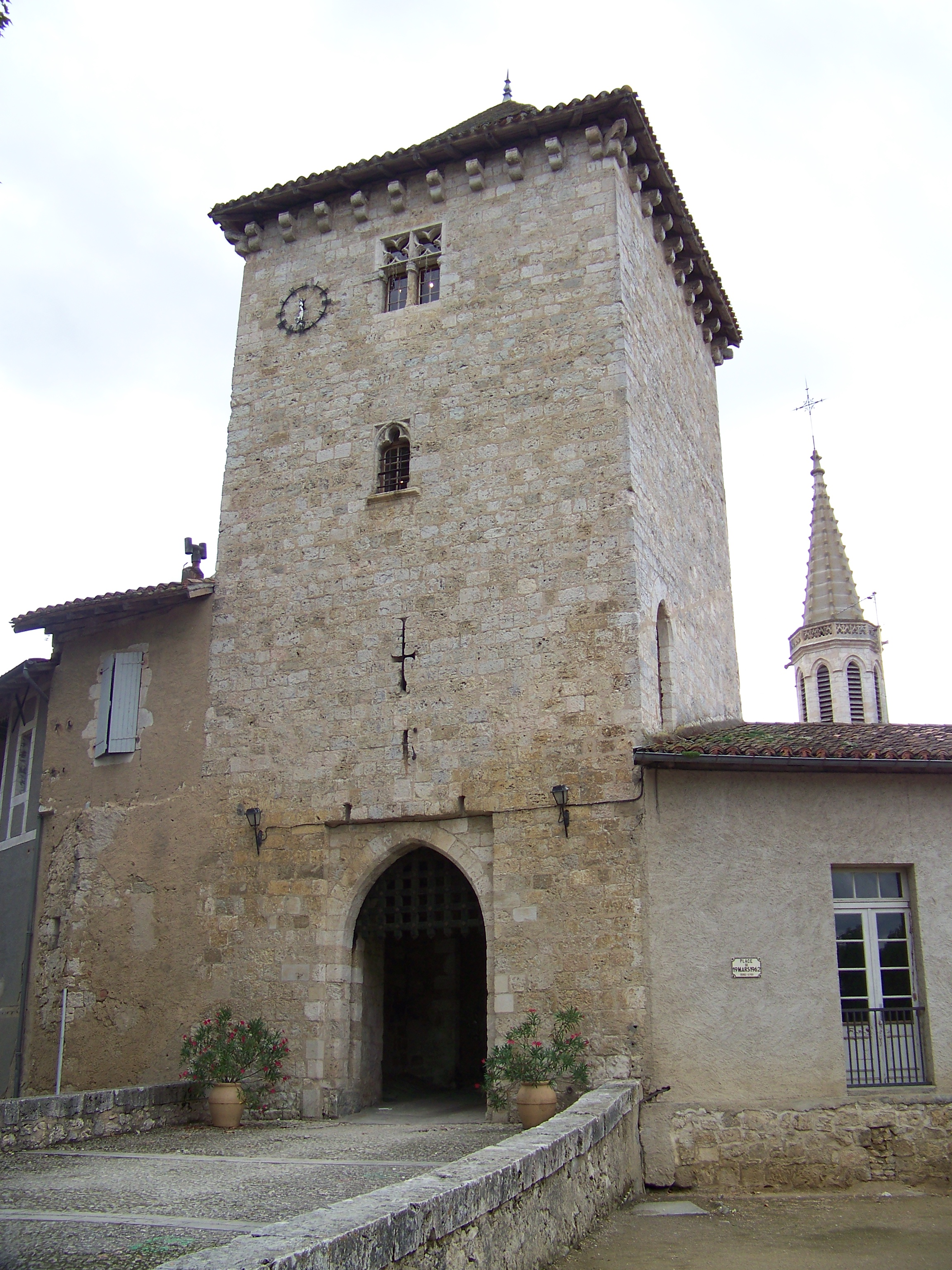
Torre i porta de la vila
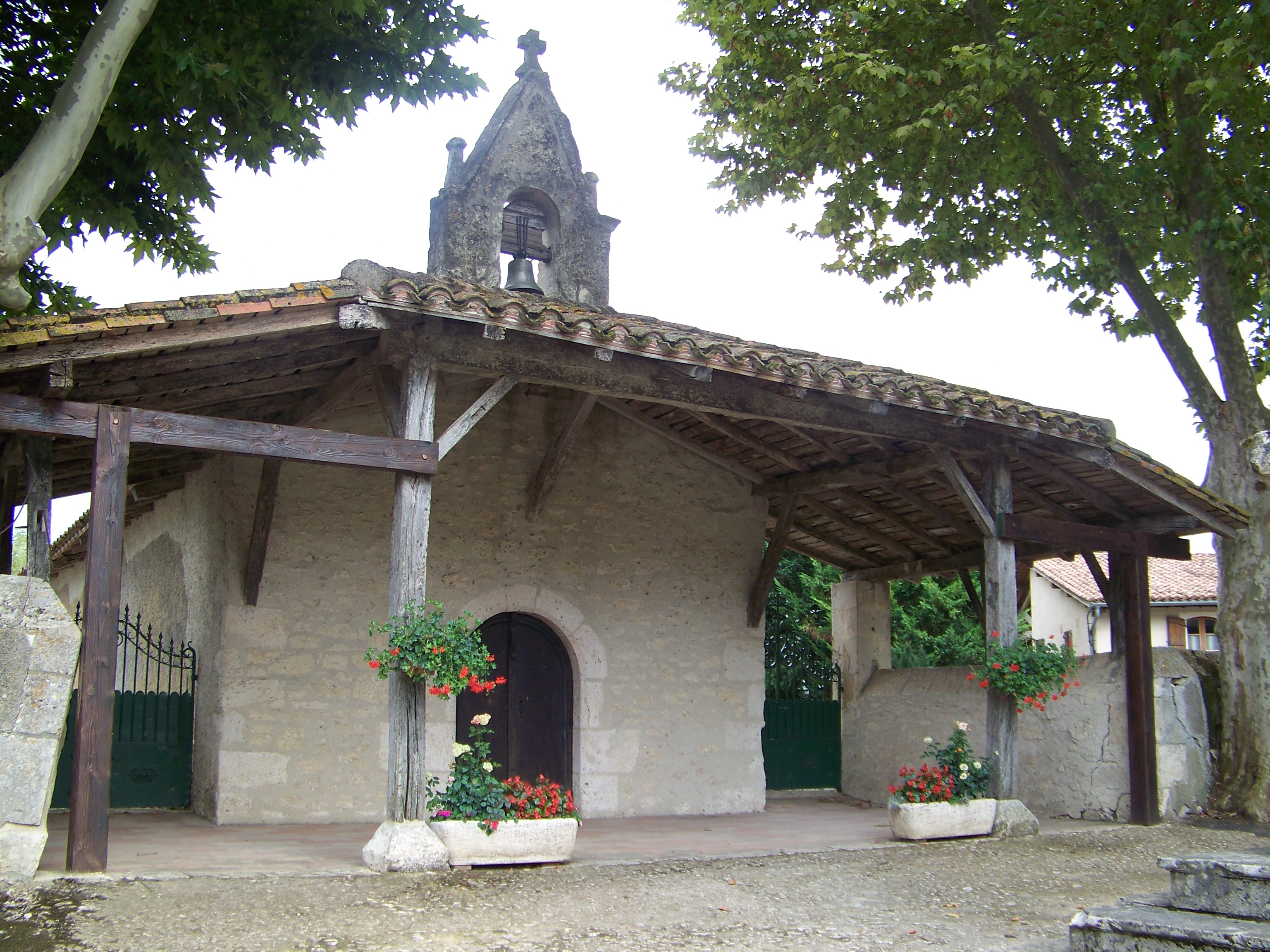
Capella de la Nòstra Dama